# Georgetown (Californië)
Georgetown is een plaats in El Dorado County in de Amerikaanse staat Californië.

## Geografie
Georgetown bevindt zich op 38°54′30″ NB en 120°50′4″ WL. De totale oppervlakte bedraagt 10,7 km² (4,1 mijl²) waarvan 10,7 km² (4,1 mijl²) land is en 0,24% water is.

## Demografie
Volgens de census van 2000 bedroeg de bevolkingsdichtheid 90,2/km² (233,4/mijl²) en bedroeg het totale bevolkingsaantal 962, als volgt onderverdeeld naar etniciteit:
- 95,11% blanken
- 0,10% zwarten of Afrikaanse Amerikanen
- 1,35% inheemse Amerikanen
- 1,35% Aziaten
- 0,42% andere
- 1,66% twee of meer rassen
- 3,74% Spaans of Latino

Er waren 389 gezinnen en 266 families in Georgetown. De gemiddelde gezinsgrootte bedroeg 2,46.

## Plaatsen in de nabije omgeving
De onderstaande figuur toont nabijgelegen plaatsen in een straal van 24 km rond Georgetown.